# Alan Dunn
Alan Dunn, né le 11 août 1900 et mort le 20 mai 1974, est un dessinateur de presse américain. Il est connu pour son travail au New Yorker et pour le périodique Architectural Record.
Après avoir fait ses études à l'université Columbia, la National Academy of Design puis l'American Academy in Rome, Alan Dunn rejoint le New Yorker et devient un de ses illustrateurs les plus prolifiques, réalisant 9 couvertures et près de 2 000 illustrations en 47 ans d'activité. Un de ses dessins serait à l'origine du paradoxe de Fermi.

## Collections
- Who's Paying for this Cab? (Simon & Schuster, 1945)
- A Portfolio of Social Cartoons (Simon & Schuster, 1968)
- Architecture Observed (New York, 1970)